# Route nationale 644
Die Route nationale 644, kurz N 644 oder RN 644, war eine französische Nationalstraße, die von 1933 bis 1973 zwischen Saint-Sever und einer Straßenkreuzung mit der ehemaligen Nationalstraße 134 südwestlich von Thèze verlief. Ihre Länge betrug 43 Kilometer.